# Shirley Henderson
Shirley Henderson (Forres, 24 de novembre de 1965) és una actriu escocesa. Els seus papers més destacats inclouen el de Gail a Trainspotting (1996), Jude a les tres pel·lícules de Bridget Jones (2001, 2004 i 2016), i Gemma Gemec a Harry Potter i la Cambra Secreta (2002) i Harry Potter i el calze de foc (2005). Altres pel·lícules on ha actuat són Topsy-Turvy (1999), Wilbur Wants to Kill Himself (2002), Frozen (2005), Miss Pettigrew Lives for a Day (2008), Anna Katerina (2012) i la pel·lícula de Netflix Okja (2017).
Henderson va ser protagonista oposada a Robert Carlyle a la sèrie de la BBC Hamish Macbeth (1995-1997), i va interpretar Frances Drummond al drama de la BBC Happy Valley (2016). Va ser nominada al premi BAFTA a la millor actriu secundària pel seu rol a la minisèrie Southcliffe (2013), i a millor actriu al Canadian Screen Award per la seva interpretació a la pel·lícula de 2017 Never Steady, Never Still, i va guanyar el premi Olivier de 2018 a la millor actriu en un musical pel seu paper com a Elizabeth a la producció original de Girl from the North Country.

## Orígens i formació
Henderson nasqué a Forres, Moray però va créixer a Kincardine, Fife. De nena, va començar a cantar a clubs locals, a gales solidàries, campaments d'estiu i fins i tot a competicions de boxa. Després d'apuntar-se a un club de drama extraescolar, Henderson va accedir a Fife College a l'edat dels 16 anys, on va completar un curs d'un any que li oferí el Certifical Nacional en Arts Teatrals. Es va traslladar a Londres als 17 anys, on va passar tres anys a la Guildhall School of Music and Drama, d'on es va graduar el 1986.

## Trajectòria
Henderson obtingué el seu primer paper important gràcies a Leonard White sent la protagonista del drama infantil Shadow of the Stone a ITV. Passà la major part de la seva vintena interpretant diversos papers al teatre. A principis dels anys noranta, va tornar a la televisió en aparèixer a la tercera temporada de la sèrie de drama de guerra Wish Me Luck i Clarissa (1991). Va continuar actuant al teatre fins que obtingué el paper d'Isobel a la popular sèrie de la BBC Hamish Macbeth l'any 1995.
Va fer el salt al cinema, interpretant Morag a Rob Roy (1995) i Gail, la xicota d'Spud, a Trainspotting (1996), de Danny Boyle. Va continuar la seva carrera al teatre, fent diverses produccions al Teatre Nacional a Londres. L'any següent, va aparèixer a Topsy Turvy, de Mike Leigh, que li oferí l'oportunitat de demostrar les seves habilitats com a cantant, i a Wonderland, de Michael Winterbottom.
Va interpretar Jude a les tres pel·lícules de Bridget Jones i Gemma Gemec a Harry Potter i la cambra secreta (2002) i a Harry Potter i el calze de foc (2005). Va coprotagonitzar juntament amb Goran Višnjić i Miranda Otto la pel·lícula britànica Close Your Eyes (2002) i també va interpretar la princesa francesa Sofia a Maria Antonieta, de Sofia Coppola.
Interpretà la matrona de l'escola a la pel·lícula de Nick Moore Wild Child.
Les seves aparicions a la pantalla petita inclouen el seu paper com a Marie Melmotte a The Way We Live Now (2001); Caterina de Bragança a Charles II: The Power and The Passion (2003); Charlotte a Dirty Filthy Love (2004); Ursula Blake a l'episodi de Doctor Who "Love & Monsters" (2006); Emmeline Fox a The Crimson Petal and the White (2011); DS Angela Young a Death in Paradise (2011); i Meg Hawkins a L'illa del tresor (2012). Ha interpretat Karen, el paper principal, oposat a John Simm a la sèrie Everyday del Channel 4 i Meme Kartosov a Anna Karenina.

## Filmografia

### Pel·lícules
| Any  | Pel·lícula                             | Paper                | Notes |
| ---- | -------------------------------------- | -------------------- | --- |
| 1991 | Advocates I                            | Andrea               | també anomenada The Advocates |
| 1994 | Salt on Our Skin                       | Mary                 | |
| 1995 | Rob Roy                                | Morag                | |
| 1996 | Trainspotting                          | Gail                 | |
| 1998 | Speak Like a Child                     | Dona en somni        | No apareix als crèdits |
| 1999 | Topsy-Turvy                            | Leonora Braham       | Nominada – Premi del Cercle de Crítics de Cinema de Londres a actriu secundària de l'any britànica |
| 1999 | Wonderland                             | Debbie               | |
| 2000 | El perdó (The Claim)                   | Annie                | |
| 2001 | Bridget Jones's Diary                  | Jude                 | |
| 2002 | The Girl in the Red Dress              | Gaynor               | |
| 2002 | Harry Potter i la cambra secreta       | Gemma Gemec          | |
| 2002 | Close Your Eyes                        | Detectiu Janet Losey | |
| 2002 | Once Upon a Time in the Midlands       | Shirley              | |
| 2002 | 24 Hour Party People                   | Lindsay Wilson       | Nominada – <a href="./London_Film_Critics_Circle_Awards_2002" rel="mw:WikiLink" data-linkid="176" data-cx="{&quot;adapted&quot;:false,&quot;sourceTitle&quot;:{&quot;title&quot;:&quot;London Film Critics Circle Awards 2002&quot;,&quot;pagelanguage&quot;:&quot;en&quot;}}" class="cx-link" id="mw7w" title="London Film Critics Circle Awards 2002">Premi del Cercle de Crítics de Cinema de Londres a actriu secundària de l'any britànica</a> |
| 2002 | Wilbur Wants to Kill Himself           | Alice                | Festival Internacional de Dones al Cinema de Bordeaux: Millor actriu Nominada – Premis British Independent Film al millor actor o actriu secundari |
| 2002 | Villa des roses                        | Ella                 | Nominada – PremiBritish Independent Film a la millor actriu |
| 2003 | American Cousins                       | Alice                | Festional de Cherbourg-Octeville de cinema irlandès i britànic Festival de cinema de Newport Beach: Pel·lícula, millor actriu i comèdia |
| 2003 | Intermission                           | Sally                | Nominada – Premis del Cercle de Crítics de Londres a millor actriu secundària de l'any britànica |
| 2003 | Fishy                                  | Glenda Sands         | |
| 2003 | AfterLife                              | Ruby                 | |
| 2004 | Yes                                    | Dona de la neteja    | |
| 2004 | Bridget Jones: The Edge of Reason      | Jude                 | |
| 2005 | Tristam Shandy (A Cock and Bull Story) | Susannah             | també conegut com a Tristram Shandy: A Cock and Bull Story |
| 2005 | The Girl in the Red Dress              | Gaynor               | Curt |
| 2005 | Frozen                                 | Kath                 | Premi BAFTA Escòcia a la millor actriu en pel·lícula escocesa Festival de Cinema Irlandès i Britànic a Cherbourg-Octeville: millor actriu Festival de Cinema Internacional Créteil: Menció especial Festival Internacional de Cinema de Marrakech: millor actriu |
| 2005 | Harry Potter i el calze de foc         | Gemma Gemec          | |
| 2006 | Maria Antonieta                        | Aunt Sophie          | |
| 2006 | Ma Boy                                 | Ali                  | |
| 2007 | I Really Hate My Job                   | Alice                | |
| 2008 | Wild Child                             | Matron               | |
| 2008 | Miss Pettigrew Lives for a Day         | Edythe Dubarry       | |
| 2009 | Life During Wartime                    | Joy                  | Nominada – Premi de Cinema Gotham Independent per millor conjunt |
| 2010 | Meek's Cutoff                          | Glory White          | |
| 2010 | The Nutcracker in 3D                   | The Nutcracker       | Només veu |
| 2012 | Everyday                               | Karen                | |
| 2012 | Anna Karènina                          | Meme Kartasov        | |
| 2013 | The Look of Love                       | Rustie Humphries     | |
| 2013 | In Secret                              | Suzanne              | |
| 2013 | Filth                                  | Bunty                | |
| 2015 | Tale of Tales                          | Imma                 | |
| 2015 | Urban Hymn                             | Kate                 | |
| 2016 | Bridget Jones's Baby                   | Jude                 | |
| 2017 | T2 Trainspotting                       | Gail                 | |
| 2017 | Okja                                   | Jennifer             | |
| 2017 | Never Steady, Never Still              | Judy                 | Nominada – Millor actriu dels Canadian Screen Award |
| 2018 | Stan and Ollie                         | Lucille Hardy        | |
| TBA  | Greed                                  |                      | Post-producció |

### Televisió
| Any  | Títol                                    | Paper                | Notes                                                                          |
| ---- | ---------------------------------------- | -------------------- | ------------------------------------------------------------------------------ |
| 1987 | Shadow of the Stone                      | Elizabeth Findlay    |                                                                                |
| 1990 | Wish Me Luck                             | Sylvie               | 5 episodis                                                                     |
| 1990 | Casualty                                 | Denise               | 1 episodi                                                                      |
| 1991 | Dreaming                                 | Pauline              | Telefilm                                                                       |
| 1991 | Clarissa                                 | Sally                | Telefilm                                                                       |
| 1994 | The Bill                                 | Kelly Rogers         | 1 episodi                                                                      |
| 1995 | Hamish Macbeth                           | Isobel Sutherland    | 19 episodis (1995–1997)                                                        |
| 1997 | Bumping the Odds                         | Lynette              | Telefilm                                                                       |
| 2000 | Animated Tales of the World              | Malmhin              |                                                                                |
| 2001 | The Way We Live Now                      | Marie Melmotte       | 4 episodis Nominada – Premi Royal Television Society a millor actor – Dona     |
| 2001 | In a Land of Plenty                      | Anne Marie           | 1 episodi                                                                      |
| 2003 | Charles II: The Power and The Passion    | Caterina de Bragança | 4 episodis                                                                     |
| 2004 | Dirty Filthy Love                        | Charlotte            | Telefilm Nominada – Premi Royal Television Society Award a millor actor – dona |
| 2005 | ShakespeaRe-Told                         | Katherine Minola     | The Taming of the Shrew                                                        |
| 2005 | Einstein's Big Idea                      | Mileva Maric         | 1 episodi                                                                      |
| 2006 | Doctor Who                               | Ursula Blake         | 1 episodi: "Love &amp; Monsters"                                               |
| 2007 | Wedding Belles                           | Kelly                | Telefilm                                                                       |
| 2008 | Agatha Christie's Marple: Murder Is Easy | Honoria Waynflete    | Telefilm                                                                       |
| 2009 | May Contain Nuts                         | Alice                | Telefilm                                                                       |
| 2011 | The Crimson Petal and the White          | Emmeline Fox         |                                                                                |
| 2011 | Death in Paradise                        | DS Angela Young      |                                                                                |
| 2011 | The Gruffalo's Child                     | The Gruffalo's Child |                                                                                |
| 2012 | L'illa del tresor (Treasure Island)      | Meg Hawkins          | Telefilm                                                                       |
| 2013 | Southcliffe                              | Claire Salter        | Nominada – Premi BAFTA TV a millor actriu secundària                           |
| 2014 | Jamaica Inn                              | Hannah               |                                                                                |
| 2016 | Happy Valley                             | Frances Drummond     | Sèrie 2                                                                        |
| 2018 | The ABC Murders                          | Rose Marbury         | Sèrie de 3 parts                                                               |